# Pitcairnia corallina
El quiche (Pitcairnia corallina) es una especie de la familia  Bromeliaceae. 

## Descripción
Planta epifita, no parásita, macolladora, de tallo corto que crece sobre las ramas de los árboles viejos a los que se adhieren por medio de garfios; hojas en rosetas, equitantes, rígidas, ensiformes, borde espinoso, ápice obtuso rematado en una espina, fibrosas, recurvadas en la madurez, de color verde-claro con manchas oscuras hacia el ápice por el haz, verde glauco por envés, con franjas transversales de un verde más pronunciado, que miden 40-50 cm 1 x 7 cm de ancho; estas hojas absorben el agua de lluvia que en ellas se deposita, a través del tejido meristemático que hay en su base. Inflorescencia en espiga, con grandes brácteas moradas que persisten en la base de 30 cm de longitud. Fruto, baya globosa, apiculada, semejando un pequeño trompo, de color amarillo-anaranjado y ápice rojo coralino en la madurez, con numerosas y pequeñísimas semillas rodeadas de un arilo dulce, de 1,5 cm de longitud x 7 mm de grosor.

## Distribución
Se distribuye por Colombia, Perú y el norte de Brasil.

## Importancia económica y cultural
- Usos

Podría ser decorativa y acaso textil por la fibra de su hoja.

## Taxonomía
El género fue descrito por Linden & André y publicado en La Belgique Horticole 23: 112. 1873.
Etimología
Pitcairnia nombre genérico dedicado por Mons. L'Heritier al médico londinense William Pitcairn colector de plantas de los Alpes.
corallina epíteto específico del griego korállion = "coral", por sus frutos rojos coralinos.
Sinonimia
- Hepetis corallina (Linden & André) Mez
- Pepinia corallina (Linden & André) G.S.Varad. & Gilmartin
- Pitcairnia corallina var. corallina
- Pitcairnia corallina var. wallisii Regel[4][2]